# Echiothrix centrosa
Echiothrix centrosa is een knaagdier uit het geslacht Echiothrix dat voorkomt in Midden-Celebes en een deel van Noord-Celebes. Deze soort lijkt sterk op E. leucura, en werd vroeger als een ondersoort daarvan beschouwd. De kop-romplengte bedraagt 200 tot 227 mm, de staartlengte 235 tot 258 mm, de achtervoetlengte 51 tot 53 mm, de oorlengte 32 tot 34 mm en het gewicht 220 tot 310 gram. Het karyotype is 2n=40, FN=75. Deze soort heeft een kortere schedel, een kortere onderkaak en kortere kiezen dan E. leucura. Ook ontbreekt er een aantal knobbels op de kiezen.

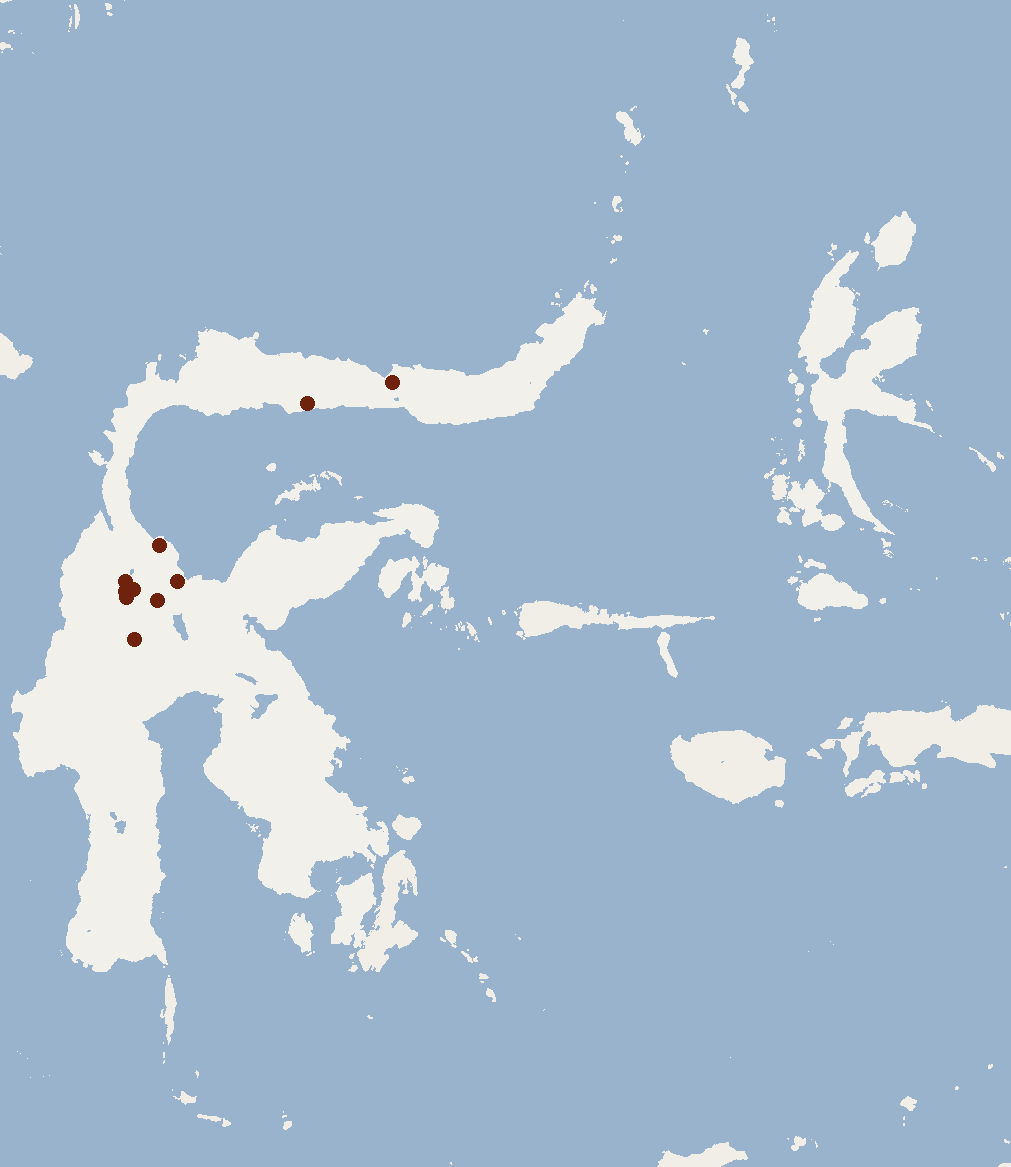
Leefgebied